# Krishnapura, Hosadurga
Krishnapura là một làng thuộc tehsil Hosadurga, huyện Chitradurga, bang Karnataka, Ấn Độ.